# Olympische Winterspiele 2002/Skilanglauf – 4 × 10 km (Männer)
Die 4 × 10-km-Skilanglaufstaffel der Männer bei den Olympischen Winterspielen 2002 fand am 17. Februar 2002 in Soldier Hollow statt. Olympiasieger wurde die norwegische Staffel mit Anders Aukland, Frode Estil, Kristen Skjeldal und Thomas Alsgaard. Die Silbermedaille ging an die Staffel aus Italien, Bronze an Deutschland.

## Daten
- Datum: 17. Februar 2002, 9:30 Uhr
- Höhenunterschied: 76 m/77 m
- Maximalanstieg: 41 m/50 m
- Totalanstieg: 392 m/408 m
- 60 Teilnehmer aus 15 Ländern, davon alle in der Wertung

## Ergebnisse
| Platz | Land / Sportler                                                                             | Zeit                                                        |
| ----- | ------------------------------------------------------------------------------------------- | ----------------------------------------------------------- |
| 1     | Norwegen Anders Aukland Frode Estil Kristen Skjeldal Thomas Alsgaard                        | 1:32:45,5 h 24:27,4 min 24:22,9 min 22:10,5 min 21:44,7 min |
| 2     | Italien Fabio Maj Giorgio Di Centa Pietro Piller Cottrer Cristian Zorzi                     | 1:32:45,8 h 24:35,8 min 24:38,4 min 21:47,1 min 21:44,5 min |
| 3     | Deutschland Jens Filbrich Andreas Schlütter Tobias Angerer René Sommerfeldt                 | 1:33:34,5 h 24:39,9 min 24:21,4 min 22:12,4 min 22:20,8 min |
| 4     | Österreich Alexander Marent Michail Botwinow Gerhard Urain Christian Hoffmann               | 1:34:04,9 h 25:15,0 min 24:22,1 min 22:19,9 min 22:07,9 min |
| 5     | USA John Bauer Kris Freeman Justin Wadsworth Carl Swenson                                   | 1:34:05,5 h 24:40,9 min 24:34,9 min 22:40,7 min 22:09,0 min |
| 6     | Russland Sergei Nowikow Michail Iwanow Witali Denissow Nikolai Bolschakow                   | 1:34:50,2 h 25:17,6 min 24:14,3 min 22:34,9 min 22:43,3 min |
| 7     | Tschechien Martin Koukal Jiří Magál Lukáš Bauer Petr Michl                                  | 1:35:31,3 h 25:07,9 min 25:30,9 min 21:29,6 min 23:22,9 min |
| 8     | Frankreich Alexandre Rousselet Christophe Perrillat-Collomb Vincent Vittoz Emmanuel Jonnier | 1:35:50,8 h 24:57,3 min 25:31,9 min 22:01,3 min 23:20,3 min |
| 9     | Estland Raul Olle Andrus Veerpalu Jaak Mae Meelis Aasmäe                                    | 1:36:07,0 h 25:16,7 min 23:45,2 min 22:08,0 min 24:57,1 min |
| 10    | Schweiz Wilhelm Aschwanden Reto Burgermeister Patrick Mächler Gion-Andrea Bundi             | 1:37:26,4 h 25:54,9 min 25:09,4 min 23:05,5 min 23:16,6 min |
| 11    | Finnland Kuisma Taipale Karri Hietamäki Teemu Kattilakoski Sami Repo                        | 1:37:41,8 h 26:01,7 min 26:08,8 min 23:02,2 min 22:29,1 min |
| 12    | Japan Masaaki Kōzu Hiroyuki Imai Mitsuo Horigome Katsuhito Ebisawa                          | 1:37:50,5 h 26:28,4 min 25:34,7 min 22:56,5 min 22:50,9 min |
| 13    | Schweden Urban Lindgren Mathias Fredriksson Niklas Jonsson Morgan Göransson                 | 1:37:59,5 h 25:56,4 min 25:35,3 min 22:38,4 min 23:49,4 min |
| 14    | Kasachstan Andrei Golowko Pawel Rjabinin Nikolai Tschebotko Andrei Newsorow                 | 1:38:20,8 h 24:39,2 min 26:38,0 min 23:42,2 min 23:21,4 min |
| 15    | Belarus Raman Wiralajnen Mikalaj Semenjako Aljaksandr Sannikou Sjarhej Dalidowitsch         | 1:42:12,0 h 25:54,0 min 27:24,8 min 24:51,1 min 24:02,1 min |